# 76 mm AK-176
L'AK-176 (l'acronimo AK sta Artillerijskij kompleks; russo: Артиллерийский комплекс) è un cannone navale polivalente automatico di fabbricazione sovietica, montato in una torretta chiusa, che può essere utilizzato contro bersagli navali, bersagli costieri e contro obiettivi aerei, compresi missili antinave.

## Storia
Il cannone è stato sviluppato a partire dal 1969 allo scopo di avere un'arma leggera polivalente sulle unità della Marina Sovietica da potere essere anche installato su unità di piccole dimensioni, quali corvette, pattugliatori, aliscafi, usando la stessa canna del cannone AK-726. La necessità di potere disporre di una tale arma è stata avvertita dai sovietici alla fine degli anni sessanta.
Il cannone binato AK-726 A-221 era stato sviluppato tra il 1954 e il 1959 e, superate positivamente le prove svoltesi tra il 1958 e il 1959, era stato provato a bordo di unità navali tra il 1960 e il 1962 e prodotto a partire dal 1963. Il cannone AK-726 ha equipaggiato le unità navali delle classi Kiev Kynda, Kara, Kashin, Slava, Petya, Mirka, Koni Grisha, Ivan Rogov e Dobrynja Nikitič.
Le prime prove del cannone AK-176 sono state eseguite nel 1977 e nel 1979 è stato montato a bordo di una nave della Classe Tarantul per eseguire dei test da bordo di un'unità navale, entrando in produzione nella seconda metà dello stesso anno ed equipaggiando varie classi di unità navali sovietiche a partire dagli anni ottanta. Il cannone costituisce l'equipaggiamento delle classi Grisha-V, Parchim II, Nanuchka III, Dergach, Pauk, Mukha, Svetljak, Ropucha, Tarantul, Gepard e altre.

## Caratteristiche
In funzione anti-missile il cannone è stato testato su missili ATGM Falanga usati nella simulazione di missili anti-nave Harpoon; in media per distruggere ogni missile sono stati necessari 25 colpi.
La cadenza di fuoco è selezionabile a 30, 60 e 120 colpi al minuto e il cannone ha 152 colpi pronti al fuoco, mentre nella versione AK-726 la cadenza era di 45 colpi al minuto. La canna è raffreddata con acqua di mare, pompata tra telaio e corpo. In caso di mancanza di alimentazione elettrica il cannone può essere azionato manualmente.
Al cannone era asservito il radar controllo del fuoco MR-123/175 che consentiva l'utilizzo automatico semiautomatico, in cui il tiratore veniva supportato dal radar e manuale.
Successivamente è stata sviluppata la versione AK-176M che differiva dalla precedente per il radar controllo del fuoco MR-123/176, dotato di ECM/ESM e telemetro laser.
Il cannone è attualmente ancora in produzione ed è il principale pezzo di artiglieria di grosso calibro delle piccole navi sovietiche e russe ed è ampiamente esportato. Il cannone equivalente in ambito NATO è l'Otobreda 76/62 di fabbricazione italiana.

## Galleria d'immagini

immagini del cannone in versione singola e binata
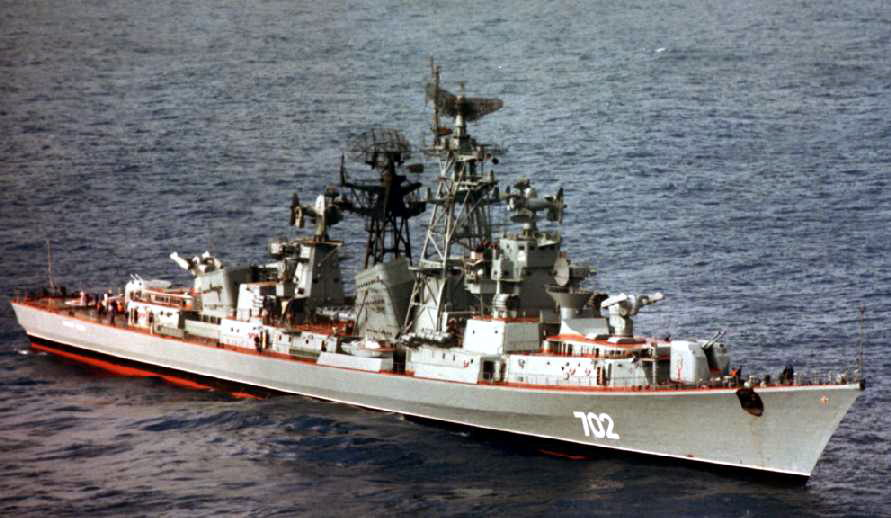
Il cannone in versione binata su un cacciatorpediniere Kashin sovietico
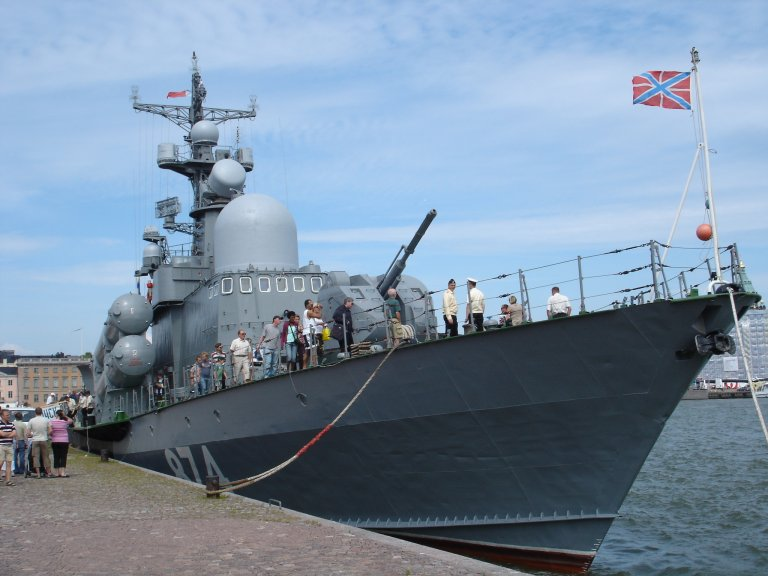
Il cannone in versione singola su una corvetta Tarantul russa